# Le Pla
Le Pla è un comune francese di 59 abitanti situato nel dipartimento dell'Ariège nella regione dell'Occitania.

## Monumenti e luoghi d'interesse
- La chiesa
- La stele in ricordo della resistenza francese

## Società

### Evoluzione demografica
Abitanti censiti